# Rosenda Monteros

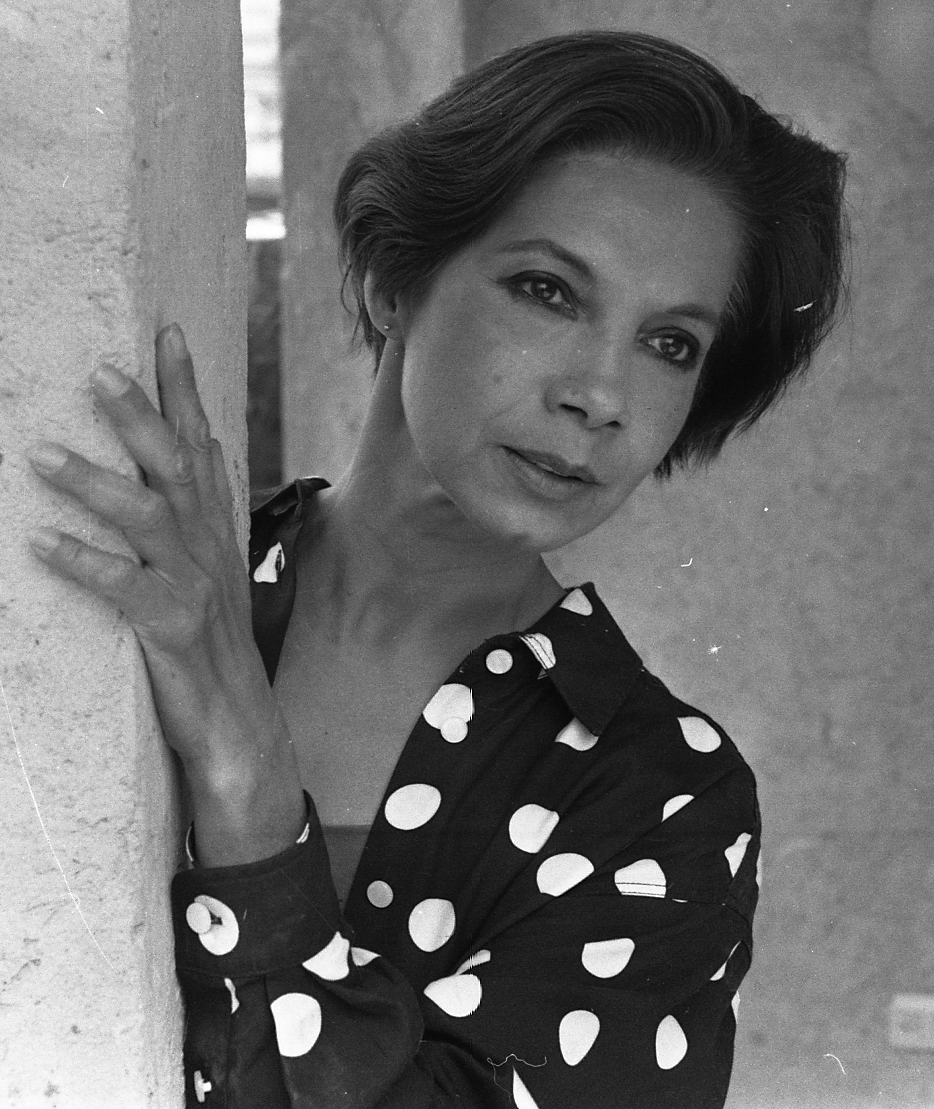
Rosenda Monteros

Rosenda Monteros (* 31. August 1935 in Veracruz als Rosa Méndez Leza; † 29. Dezember 2018 in Mexiko-Stadt) war eine mexikanische Schauspielerin. Internationale Bekanntheit erlangte sie durch ihre Rolle der Petra in dem 1960 erschienenen Western Die glorreichen Sieben.

## Leben
Rosenda Monteros nahm Schauspielunterricht bei dem japanischen Schauspieler Sano Seki, der ab 1939 in Mexiko-Stadt lebte. Ihre erste Statistenrolle erhielt Monteros 1954 mit neunzehn Jahren in der mexikanischen Produktion Reto a la vida, noch im selben Jahr folgte der erste größere Filmauftritt in Llévame en tus brazos.
Nach mehreren Rollen in mexikanischen Filmen erhielt Monteros 1956 eine größere Nebenrolle in dem amerikanischen Film noir Unter Mordverdacht. Es folgten weitere Auftritte in Hollywoodproduktionen, ehe sie 1960 ihre bekannteste Rolle in dem Western Die glorreichen Sieben erhielt. Sie verkörperte Petra, die spätere Frau des Revolverhelden Chico (gespielt von Horst Buchholz). 1965 war Monteros als Ustane in Herrscherin der Wüste zu sehen.
Nach weiteren Rollen in amerikanischen Filmproduktionen widmete sich Monteros ab den 1970er Jahren wieder dem mexikanischen Kino und wirkte nun auch vermehrt in Fernsehserien mit. 1980 übernahm sie die Rolle der Hehaka Win in der Fernsehserie Mein Freund Winnetou, welche in Co-Produktion deutscher, französischer und Schweizer Fernsehsender entstand. Ihren letzten Fernsehauftritt hatte Monteros 2007 in einer Folge der Serie Lo Que Callamos Las Mujeres. Sie blieb jedoch bis zu ihrem Lebensende als Bühnendarstellerin aktiv.
Rosenda Monteros war von 1955 bis 1957 mit dem mexikanischen Regisseur und Drehbuchautor Julio Bracho verheiratet. Die Ehe wurde geschieden. Sie starb am 29. Dezember 2018 im Alter von 83 Jahren.

## Filmografie (Auswahl)
- 1954: Reto a la vida
- 1954: Llévame en tus brazos
- 1956: Unter Mordverdacht (A Woman’s Devotion)
- 1958: König der Banditen (Villa!!)
- 1959: Nazarín
- 1960: El Esqueleto de la señora Morales
- 1960: Die glorreichen Sieben (The Magnificent Seven)
- 1962: Tiara Tahiti
- 1965: Herrscherin der Wüste (She)
- 1966: Valeria (Fernsehserie)
- 1966: Die Verfluchten der Pampas (Savage Pampas)
- 1968: Eve
- 1970: Kochendes Blut (El coleccionista de cadáveres)
- 1980: Mein Freund Winnetou (Fernsehserie)
- 1982: La casa de Bernarda Alba
- 2005: Sexo impostor
- 2007: Lo Que Callamos Las Mujeres (Fernsehserie, eine Folge)